# Вандерстаппен, Джозеф
Джозеф (Йозеф) Вандерстаппен (фр. Joseph Vanderstappen; 8 ноября 1885, Сен-Жиль — неизвестно — ?) — бельгийский футболист, вратарь «Юнион Сен-Жиллуаз». Провел сорок матчей чемпионата Бельгии, не пропустив ни одного гола.

## Биография
Вместе со своими старшими братьями, нападающими Шарлем и Гюставом Вандерстаппенами, входил в состав первой команды «Юнион Сен-Жиллуаз» в 1897 году. Играл за юниорскую команду клуба в 1897—1903 годах, выиграв молодежное первенство Бельгии в 1903 году. В том же году стал основным вратарем основной команды, в которой играл до 1910 года. В составе «Юнион Сен-Жиллуаз» выиграл чемпионат Бельгии в 1904, в 1905, 1906, 1907, 1909 и 1910 годах. Вице-чемпион в 1908 году.